# Ładunek 200 (film)
Ładunek 200 (ros. Груз 200) – rosyjski thriller z 2007 roku w reżyserii Aleksieja Bałabanowa.

## Opis fabuły
Akcja filmu rozgrywa się w Leninsku i jego okolicach, w roku 1984. Młoda dziewczyna Anżelika, córka sekretarza rejonowego komitetu partii opuszcza dyskotekę w towarzystwie chłopaka swojej przyjaciółki. Ten przywozi ją do chłopskiej zagrody, gdzie sprzedaje się bimber. Chłopak upija się do nieprzytomności, a Anżelika zostaje uprowadzona przez kapitana milicji Żurowa. Przywozi ją do domu, gdzie mieszka ze zniedołężniałą matką i przykuwa do łóżka.
Tytuł filmu odnosi się do określenia, które w radzieckiej i rosyjskiej armii oznaczało i oznacza cynkową trumnę z ciałem poległego żołnierza lub – ogólnie – osoby zmarłej.

## Obsada
- Agnija Kuzniecowa – Anżelika
- Aleksiej Połujan – kapitan Żurow
- Leonid Gromow(inne języki) – Artiom, profesor ateizmu naukowego
- Aleksiej Sieriebriakow – Aleksiej
- Jurij Stiepanow – Michaił, komisarz wojenny, pułkownik
- Aleksandr Baszyrow – chudy alkoholik
- Aleksandr Mosin – sierżant milicji

## Produkcja
Zdjęcia kręcono w Petersburgu, Gatczynie i Nowej Ładodze.